# Алекс Коређа
Алекс Коређа и Вердегај (кат. Àlex Corretja i Verdegay; Барселона, 11. април 1974) је бивши шпански тенисер. Двоструки је финалиста Ролан Гароса у појединачној конкуренцији и освајач је бронзане медаље на Олимпијским играма 2000. године у конкуренцији парова.

## Каријера
Алекс Коређа је освојио и Мастерс куп 1998. године, док је 1999. достигао највећи пласман на АТП листи у својој каријери (бр. 2). Одиграо је кључну улогу приликом освајања првог Дејвис купа за Шпанију 2000. године. На Олимпијским играма у Сиднеју 2000. заједно са сународником Албертом Костом освојио је бронзу у конкуренцији мушких парова.
Коређа се повукао из професионалног тениса 24. септембра 2005. У каријери је укупно освојио 17 појединачних титула и 3 титуле у конкуренцији парова. Након тениске каријере, био је тренер британског тенисера Ендија Марија од априла 2008. до 29. марта 2011. када су међусобним договором прекинули пословну сарадњу. Крајем 2011. године изабран је за селектора Дејвис куп репрезентације Шпаније.
Од 2015. године, ради за Еуроспорт и интервјуише тенисере на гренд слем турнирима.

## Гренд слем финала

### Појединачно 2 (0—2)
| Исход     | Година | Турнир          | Подлога | Противник      | Резултат                |
| Финалиста | 1998.  | Ролан Гарос     | Шљака   | Карлос Моја    | 3–6, 5–7, 3–6           |
| Финалиста | 2001.  | Ролан Гарос (2) | Шљака   | Густаво Киртен | 7–6(7–3), 5–7, 2–6, 0–6 |

## Мастерс куп финала

### Појединачно 1 (1—0)
| Исход  | Година | Турнир      | Подлога | Противник   | Резултат                |
| Победа | 1998.  | Мастерс куп | Тврда   | Карлос Моја | 3–6, 3–6, 7–5, 6–3, 7–5 |